# ジュリアナ・ヴェラスケス
ジュリアナ・ヴェラスケス（Juliana Velasquez、1986年10月19日 - ）は、ブラジルの女性総合格闘家。リオデジャネイロ州リオデジャネイロ出身。チーム・ノゲイラ所属。元Bellator世界女子フライ級王者。

## 来歴
父親の影響で4歳の時に柔道を始める。15歳から柔道の大会に出場した。その後、柔道のブラジル代表としてオリンピック出場を目指したが叶わず、28歳の時に総合格闘技へ転向した。

### 総合格闘技
2014年、プロ総合格闘技デビュー。ローカル団体で5戦5勝の戦績を残す。

### Bellator
2016年12月17日、Bellator初参戦となったBellator 189でナ・リャンと対戦し、腕ひしぎ十字固めで2R一本勝ち。

#### Bellator世界王座獲得
2020年12月10日、Bellator 254のBellator世界女子フライ級タイトルマッチで王者イリマ＝レイ・マクファーレンに挑戦し、3-0の5R判定勝ち。王座獲得に成功した。
2021年7月16日、Bellator 262のBellator世界女子フライ級タイトルマッチで女子フライ級ランキング3位の挑戦者デニス・キールホルツと対戦し、2-1の5R判定勝ち。王座の初防衛に成功した。

#### 世界王座陥落
2022年4月22日、Bellator 278のBellator世界女子フライ級タイトルマッチで女子フライ級ランキング2位の挑戦者リズ・カムーシュと対戦し、グラウンドの肘打ち連打で4RTKO負け。王座から陥落し、キャリア13戦目で初黒星を喫した。
2022年12月9日、Bellator 289のBellator世界女子フライ級タイトルマッチで王者リズ・カムーシュに挑戦し、2Rに腕ひしぎ十字固めで一本負けを喫し、王座獲得に失敗した。

## 戦績
| 総合格闘技 戦績 | 総合格闘技 戦績 | 総合格闘技 戦績 | 総合格闘技 戦績 | 総合格闘技 戦績 | 総合格闘技 戦績 | 総合格闘技 戦績 |
| --------------- | --------------- | --------------- | --------------- | --------------- | --------------- | --------------- |
| 14 試合         | (T)KO           | 一本            | 判定            | その他          | 引き分け        | 無効試合        |
| 12 勝           | 4               | 1               | 7               | 0               | 0               | 0               |
| 2 敗            | 1               | 1               | 0               | 0               | 0               | 0               |

| 勝敗 | 対戦相手                     | 試合結果                              | 大会名                                                                            | 開催年月日     |
| ×    | リズ・カムーシュ             | 2R 4:24 腕ひしぎ十字固め              | Bellator 289: Stots vs. Sabatello 【Bellator世界女子フライ級タイトルマッチ】      | 2022年12月9日  |
| ×    | リズ・カムーシュ             | 4R 4:47 TKO（グラウンドの肘打ち連打） | Bellator 278: Velasquez vs. Carmouche 【Bellator世界女子フライ級タイトルマッチ】  | 2022年4月22日  |
| ○    | デニス・キールホルツ         | 5分5R終了 判定2-1                     | Bellator 262: Velasquez vs. KielHoltz 【Bellator世界女子フライ級タイトルマッチ】  | 2021年7月16日  |
| ○    | イリマ＝レイ・マクファーレン | 5分5R終了 判定3-0                     | Bellator 254: Macfarlane vs. Velasquez 【Bellator世界女子フライ級タイトルマッチ】 | 2020年12月10日 |
| ○    | ブルーナ・エレン             | 5分3R終了 判定3-0                     | Bellator 236: Macfarlane vs. Jackson                                              | 2019年12月21日 |
| ○    | クリスティーナ・ウィリアムズ | 2R 4:03 TKO（スタンドパンチ連打）     | Bellator 224: Budd vs. Rubin                                                      | 2019年7月12日  |
| ○    | アレハンドラ・ララ           | 5分3R終了 判定2-1                     | Bellator 212: Primus vs. Chandler 2                                               | 2018年12月14日 |
| ○    | レベッカ・ルース             | 3R 0:19 KO（ボディへの左前蹴り）      | Bellator 197: Chandler vs. Girtz                                                  | 2018年4月13日  |
| ○    | ナ・リャン                   | 2R 0:32 腕ひしぎ十字固め              | Bellator 189: Budd vs. Blencowe 2                                                 | 2017年12月1日  |
| ○    | タイナ・タイマ               | 5分3R終了 判定3-0                     | IKombat 1                                                                         | 2016年9月23日  |
| ○    | エレイン・アルバカーキ       | 1R 3:55 KO（左ストレート→パウンド）   | 1° Round Combat 2 【1RC女子バンタム級タイトルマッチ】                             | 2016年5月6日   |
| ○    | ロジー・ドゥアルテ           | 5R 4:07 TKO（ドクターストップ）       | 1° Round Combat 【1RC女子バンタム級王座決定戦】                                   | 2016年5月6日   |
| ○    | タイラ・ベルナルド           | 5分3R終了 判定3-0                     | Face to Face 11                                                                   | 2015年4月24日  |
| ○    | プリシラ・デ・ソウザ         | 5分3R終了 判定3-0                     | Team Nogueira MMA Fight Live 4                                                    | 2014年12月4日  |

## 獲得タイトル
- 第2代Bellator世界女子フライ級王座（2020年）
- 1° Round Combat女子バンタム級王座（2016年）